# Robert Budzynski
Robert Budzynski (auch Robert Budzinski; * 21. Mai 1940 in Calonne-Ricouart/Département Pas-de-Calais; † 17. Juli 2023) war ein französischer Fußballspieler und -funktionär.

## Vereinskarriere
Wie so viele Nachkommen polnischer Immigranten im nordfranzösischen Bergbaugebiet – der gleichfalls in Calonne-Ricouart geborene, drei Jahre ältere Maryan Wisnieski beispielsweise durchlief exakt dieselben Stationen – begann Budzynski schon früh mit dem Fußballspielen, zunächst in der Mannschaft seiner Schule in Béthune, anschließend bei der Amateurelf  US Auchel und schließlich bei einem der großen Profivereine der Region: 1958 verpflichtete der RC Lens den kantigen, soliden Mittelläufer bzw. Vorstopper mit dem guten Kopfballspiel.
1963 holte ihn der zu dieser Saison erstmals in die höchste Spielklasse aufgestiegene FC Nantes in die Bretagne, und diesem Verein blieb Budzynski die nächsten gut 42 Jahre in zwei Funktionen erhalten, wobei Nantes in dieser Zeit nicht ein einziges Mal in die Division 2 absteigen musste. An der Seite von Spielern wie Ramón Muller, Jean-Claude Suaudeau, Bernard Blanchet, Jacky Simon und Philippe Gondet wurde er zu einer unverzichtbaren Größe in seinem neuen Klub, mit dem er 1965 und 1966 auch zweimal Landesmeister wurde und 1966 zudem im Pokalfinale stand, das dann allerdings etwas überraschend mit 0:1 gegen Racing Strasbourg verloren ging. Ein doppelter Bruch des rechten Beins im Dezember 1968 führte dazu, dass er am Ende dieser Spielzeit, gerade erst 29 geworden, seine Spielerlaufbahn beenden musste.

### Stationen als Spieler
- Union Sportive d'Auchel (1956–1958, als Jugendlicher)
- Racing Club de Lens (1958–1963)
- FC Nantes (1963–1969)

## Nationalspieler
Zwischen Oktober 1965 und März 1967 wurde Budzynski elfmal in die Équipe tricolore berufen. Bei der für Frankreich enttäuschend verlaufenden Fußball-Weltmeisterschaft 1966 gehörte er nicht nur zum französischen Aufgebot, sondern er bestritt auch alle drei Vorrundenspiele in England. Höhepunkt seiner kurzen internationalen Laufbahn war allerdings ein Länderspiel gegen die Elf aus der Heimat seiner Vorfahren im Oktober 1966, für das ihn das Nationaltrainerduo Snella/Arribas, wie auch in zwei weiteren Begegnungen, zum Mannschaftskapitän bestimmte. Diese feine, einfühlsame Geste der beiden Vereinstrainer, die die Bleus nur interimistisch betreuten – der polnischstämmige Snella stand eigentlich bei AS Saint-Étienne in Lohn und Brot, Arribas war Chefcoach bei Budzynskis FC Nantes –, war dem Abwehrrecken sehr viel wichtiger als das Ergebnis des Freundschaftsspiels, das 2:1 für Frankreich ausging.

## Leben nach der aktiven Zeit
1970 machte Nantes’ langjähriger Präsident Louis Fonteneau (1969 bis 1986 an der Spitze des Klubs) den Abwehrrecken zum sportlichen Leiter des Vereins; in dieser Funktion hat Budzynski 35 Jahre lang recht erfolgreich gearbeitet, bis 1976 und erneut ab 1983 in enger Kooperation mit José Arribas, und neben zahllosen Nachwuchsspielern aus dem klubeigenen Centre de formation auch über 200 Spieler an die Loiremündung geholt. Erst im Oktober 2005 beendete er diese Aufgabe mit dem Erreichen des Rentenalters.

## Palmarès
- Französischer Meister: zweimal als Spieler (1965, 1966), sechsmal als Sportdirektor (1973, 1977, 1980, 1983, 1995, 2001)
- Französischer Pokalsieger: dreimal, nur als Sportdirektor (1979, 1999, 2000)
- 243 Spiele und 5 Tore in der Division 1, davon 73/2 für Lens sowie 170/3 für Nantes
- 11 A-Länderspiele (kein Treffer) für Frankreich